# Batteur de Salter
Pour les articles homonymes, voir Salter et Batteur (homonymie).
 (juin 2012).
Si vous disposez d'ouvrages ou d'articles de référence ou si vous connaissez des sites web de qualité traitant du thème abordé ici, merci de compléter l'article en donnant les références utiles à sa vérifiabilité et en les liant à la section « Notes et références ».
Le batteur de Salter ou « canard de Salter » (en anglais : Salter's duck, nodding duck ou Edingburgh duck) est une pièce mécanique inventée par Stephen Salter (en) qui convertit l'énergie provenant de la houle en énergie mécanique et en électricité.

## Fonctionnement
Le choc de la houle contre la partie effilée du batteur met en mouvement des roues à  l'intérieur qui convertissent l'énergie en courant. Il est utilisé en tant que pièce dans d'autres moteurs. Selon les calculs tirés d'expériences faites en laboratoire, le batteur de Salter peut convertir 90 % d'une vague en énergie mécanique[Quoi ?]. Dans des circonstances normales, ce pourcentage est de presque rien à près de 50 %.[Quoi ?]